# Aeródromo de Ciudad Camargo
El Aeródromo de Camargo (Código OACI: MM13 – Código DGAC: CCA) es un pequeño aeropuerto ubicado al sureste de Ciudad Camargo, Chihuahua y es operado por el ayuntamiento de la misma ciudad. Cuenta con una pista de aterrizaje de 1,760 metros de largo y 20 metros de ancho así como dos plataformas de 2,400 metros cuadrados cada una (40m x 60m) ubicadas en cada cabecera de a pista, las cuales pueden ser usadas para maniobras de alineación o estacionamiento. El aeródromo solo opera aviación general.

## Accidentes e incidentes
- El 13 de julio de 1987 una aeronave Douglas DC-3-314B con matrícula N28364 operada por KDD Aviation se estrelló mientras aterrizaba en el Aeródromo de Ciudad Camargo, causando que la aeronave se incendiara, matando al piloto.[2]

- El 28 de julio de 1987 una aeronave Douglas C-53-DO (DC-3) con marícula N39DT propiedad de La Mesa Leasing Inc. y operado por Ferretería e implementos S.A. que cubría un vuelo entre el Aeropuerto de Laredo y el Aeródromo de Ciudad Camargo tuvo una falla en el motor izquierdo mientras despegaba de Laredo, por lo que no pudo mantener una velocidad de vuelo estable, ya que la aeronave se había cargado con más de 3,900 libras por encima del peso máximo permitido. Se intentó realizar un aterrizaje forzoso pero no se tuvo control y la aeronave chocó en terreno aledaño a la pista. Los 2 pilotos sobrevivieron.[3][4]

- El 22 de junio de 2020 una aeronave Cessna TU206G Turbo Stationair 6 con matrícula XB-PWE que operaba un vuelo privado entre el Aeródromo de Ciudad Camargo y el Aeropuerto de Guasave se estrelló en un cerro entre los poblados de El Tule e Hidalgo del Parral. Las 6 personas a bordo perecieron en el accidente.[5][6][7]